# Gemeinsames Unternehmen für europäisches Hochleistungsrechnen
Gemeinsames Unternehmen für europäisches Hochleistungsrechnen 
(Abk.: GU EuroHPC) (englisch European High Performance Computing Joint Undertaking, (Abk.: EuroHPC JU)) soll im Rahmen des Digitalen Binnenmarkts der Europäischen Union (EU) dazu führen, dass die Europäische Union auch in diesem Bereich mit der Weltspitze mithalten kann, eine führende Position der europäischen Forschung aufrechtzuerhalten und eigene Kapazitäten in Europa geschaffen und aufrechterhalten werden. Hochleistungsrechnen soll auch mit Blick auf den digitalen Binnenmarkt ein großes Potenzial zur Schaffung von Arbeitsplätzen bieten. Das Gemeinsame Unternehmen EuroHPC (englisch EuroHPC Joint Undertaking) hat volle Rechtspersönlichkeit und den Sitz in Luxemburg. Im September 2020 legte die EU-Kommission neue ehrgeizige Pläne vor, mit einem auf insgesamt 8 Milliarden Euro aufgestockten Budget. Es löst die früheren Programme von HPC-Europa ab.

## Geschichte
Bis vor wenigen Jahren haben die Unionsmitgliedstaaten das Hochleistungsrechnen mit nationalen oder regionalen Forschungs- und Innovationsstrategien und mit nationalen öffentlichen Aufträgen ermöglicht. In weiterer Folge wurde der Zugang zu nationalen Ressourcen und Diensten für das Hochleistungsrechnen und die Datenverwaltung auf europäischer Ebene koordiniert (z. B. Initiative Partnership for Advanced Computing in Europe (PRACE)   oder das GÉANT-Programm). Mit der Verordnung (EU) 1316/2013 wurde die Fazilität „Connecting Europe“ (CEF) geschaffen, wodurch Vorhaben von gemeinsamem Interesse im Rahmen der Politik für die transeuropäischen Netze in den Bereichen Verkehr, Telekommunikation und Energie vorbereitet und durchgeführt werden konnten.
2014 hat die private Vereinigung European Technology Platform for High-Performance Computing (Abk.: ETP4HPC) (dt.: Europäische Technologieplattform für Hochleistungsrechnen) eine vertragliche öffentlich-private Partnerschaft (englisch Public-private-Partnership (PPP)) mit der Europäischen Union geschlossen, um in der Hochleistungsrechentechnik eine Führungsposition zurückzuerlangen und ein umfassendes HPC-Ökosystem für die Union zu entwickeln und die Big Data Value Association (BDVA) hat eine vertragliche PPP mit der Europäischen Union abgeschlossen, um die Datenwertschöpfungskette zu stärken, den Gemeinschaftsaufbau im Datensektor zu fördern und die Voraussetzungen für eine florierende datengesteuerte Wirtschaft in der Union zu schaffen.
Im März 2017 wurde von der Europäischen Kommission die EuroHPC-Erklärung veröffentlicht, um eine integrierte Infrastruktur für das Spitzenhochleistungsrechnen anzuschaffen, zu errichten und einzusetzen, die zu den drei leistungsstärksten Anlagen der Welt zählen wird. Die daraus entstandene Vereinbarung haben 22 europäische Länder unterzeichnet.
Im Januar 2018 wurde von der Europäischen Kommission vorgeschlagen, gemeinsam mit den Unionsmitgliedstaaten 1 Mrd. EUR in europäische Supercomputer von Weltrang zu investieren und ein gemeinsames Unternehmen (EuroHPC – European High Performance Computing) zu schaffen. Rechtsgrundlage für die Schaffung von EuroHPC war die Verordnung (EU) 2018/1488 vom 28. September 2018, welche Ressourcen aus 25 europäischen Ländern zum Aufbau einer europäischen Hochleistungsrecheninfrastruktur von Weltrang bündelte. Das Gemeinsame Unternehmen wurde im Sinne des Artikels 187 des Vertrags über die Arbeitsweise der Europäischen Union (AEUV) gegründet. Am 8. Oktober 2018 wurde die für die Umsetzung notwendige Verordnung (EU) 2018/1488 im Amtsblatt der Europäischen Union veröffentlicht.
Vorab sollte eine Milliarde Euro von der Europäischen Kommission und den Unionsmitgliedstaaten in den ersten europäischen Supercomputer investiert werden. Zusätzliche Mittel in Höhe von über 400 Mio. Euro sollten von privaten Partnern im Rahmen einer Public-Private-Partnership kommen. Von dieser einen Milliarde sollte die Europäische Union 486 Millionen Euro tragen.
Längerfristig schlug die Europäische Kommission vor, im Rahmen des im Mai 2018 vorgelegten Programms Digitales Europa 2021–2027 zur Stärkung des Hochleistungsrechnens und der Datenverarbeitung in Europa im Rahmen des mehrjährigen Finanzrahmens (MFR) für den Zeitraum 2012–2027 rund 2,7 Mrd. Euro in das gemeinsame Unternehmen zu investieren.
Am 18. September 2020 präsentierte die EU-Kommission Pläne, die Mittel für EuroHPC auf 8 Milliarden Euro aufzustocken, welche über einen Zeitraum von insgesamt 13 Jahren (2021–2033) ausgegeben werden sollen. Der Betrag soll sich zusammensetzen aus je 3,5 Milliarden Euro aus EU-Mitteln und Geld von den EuroHPC-Mitgliedsstaaten sowie 1 Milliarde Euro von privaten Mitgliedern des Gemeinsamen Unternehmens.

## Grundlage
Europäisches Hochleistungsrechnen wird benötigt, um die immer größeren Datenmengen zu verarbeiten, die in den folgenden Bereichen anfallen:
- Klimaforschung
- Gesundheitsversorgung
- erneuerbare Energien
- Entwicklung von künstlicher Intelligenz
- Ernährungs- und Lebensmittelsicherheit
- nachhaltige Landwirtschaft
- Meeresforschung und Biowirtschaft
- intelligente, umweltfreundliche und integrierte Stadtplanung
- Cyber-sicherheit und -abwehr

Das mit der Verordnung (EU) 2018/1488 gegründete Gemeinsame Unternehmen EuroHPC soll auch für mehr Unabhängigkeit der EU in der Datenwirtschaft sorgen, da die EU-Industrie derzeit mehr als 33 Prozent der weltweiten Rechenleistung von Supercomputern beansprucht, selbst aber nur 5 Prozent davon anbietet.

## Aktivitäten
Die Aktivitäten in EuroHPC sollen sich vor allem auf folgende Bereiche konzentrieren:
- eine europaweite Hochleistungsrecheninfrastruktur durch
  - Anschaffung und Einrichtung von zwei Supercomputern in der EU, die zu den fünf führenden der Welt zählen, sowie
  - von mindestens zwei weiteren Supercomputern, die heute zu den 25 besten der Welt gehören.
  - Vernetzung dieser Anlagen mit bestehenden nationalen Hochleistungsrechnern
  - zur Verfügung Stellung dieses Netzwerks an öffentliche wie private Nutzer in ganz Europa, damit sie in mehr als 800 wissenschaftlichen und industriellen Anwendungsfeldern eingesetzt werden können.
- Forschung und Innovation durch:
  - Förderung der Entwicklung eines europäischen Ökosystems für das Hochleistungsrechnen,
  - Förderung einer Technologieversorgungsbranche und
  - Bereitstellung von Hochleistungsrechenkapazitäten für eine große Zahl öffentlicher und privater Nutzer in vielen Anwendungsbereichen, auch für kleine und mittlere Unternehmen.
- eine europäische Führungsrolle bei wissenschaftlichen und industriellen Anwendungen zu ermöglichen.[1]

## Beteiligte Unionsmitgliedstaaten
An der Schaffung des Systems für das Europäisches Hochleistungsrechnen werden sich neben der Europäischen Union vorerst die EWR-Staaten: Belgien, Bulgarien, Dänemark, Deutschland, Estland, Finnland, Frankreich, Griechenland, Irland, Italien, Kroatien, Lettland, Litauen, Luxemburg, Niederlande, Norwegen, Österreich, Polen, Portugal, Rumänien, Slowakei, Slowenien, Spanien, die Tschechische Republik und Ungarn beteiligen. Das Gemeinsame Unternehmen soll weiteren öffentlich-rechtlichen und privaten Mitgliedern offenstehen.

## Standorte und Einrichtungen
Am 7. Juni 2019 wurde von der EU-Kommission eine Presseerklärung über die Umsetzung des Programms abgegeben. Demnach stehen die acht Standorte für drei Vorläufer-Systeme mit mehr als 150 PetaFLOPS sowie für fünf Exascale-Einheiten und fünf Petascale-Maschinen mit vier PetaFLOPS Rechenleistung fest. Die Inbetriebnahme war für 2020 vorgesehen.
Die ersten acht europäischen Supercomputer werden laut Europäischer Kommission in den folgenden Städten stehen:
- Sofia,  Bulgarien
- Ostrava,  Tschechien
- Kajaani,  Finnland
- Bologna,  Italien
- Bissen,  Luxemburg
- Minho,  Portugal
- Maribor,  Slowenien
- Barcelona,  Spanien

### Sofia
Sofia ist Standort für einen der fünf PetaFLOPS-Computer. Der Supercomputer namens Discoverer hat eine Rechenleistung von 4,5 PetaFLOPS Rmax und 6 PetaFLOPS Rpeak.

### Ostrava
Der Supercomputer in Ostrava ist Ende 2023 noch nicht in Betrieb. Es ist einer der fünf PetaFLOPS-Computer und soll 12,2 PetaFLOPS Peak erreichen und 15 Millionen  kosten.

### Kajaani
Kajaani ist der Standort für eines der Pre-Exascale-Systeme am Center for Science (CSC). Geplante Rechenkapazität 11 PetaFLOPS in der ersten Ausbaustufe, geplante Inbetriebnahme 2020. In einer weiteren Ausbaustufe sollen dann mehr als 150 PetaFLOPS im Linpack erreicht werden. Die endgültige Ausbaustufe soll 375 PetaFLOPS und mehr als 550 PetaFLOPS Peak erreichen. In den TOP500 erreichte das System im September 2023 Platz 5 weltweit und damit den höchsten Wert der EuroHPC gefolgt vom System Leonardo in Bologna auf Platz 6 und MareNostrum in Barcelona auf Platz 8.

### Bologna
Bologna ist der Standort für einen der Pre-Exascale-Computer. Er heißt Leonardo und erreicht 248 PetaFLOPS. Der Computer wurde im Oktober 2022 gestartet.

### Bissen
Der MeluXina-Computer wird einer der fünf Petascale-Computer in Luxemburg und soll ca. 10 PetaFLOPS erreichen. Die Stromversorgung soll durch ein Biomassekraftwerk geschehen, das Holzabfälle verbrennt.

### Minho
Der Supercomputer Deucalion an der Universität Minho im nordportugiesischen Guimarães ist eine der fünf Petascale-Maschinen und soll ca. 10 PetaFLOPS erreichen. Er wurde im September 2023 im Beisein des portugiesischen Premierministers António Costa offiziell eingeweiht.

### Maribor
Universität Maribor in Partnerschaft mit dem Institute of Information Science (IZUM), der Standort soll an der Faculty of Information Studies in Novo mesto (FIŠ) sein. Dort soll ein Prototyp-Computer mit 220 TeraFLOPS für Forschung und Entwicklung installiert werden. Die Rechenkapazität soll dann ungefähr ab 2020 mehr als 1 PetaFLOPS erreichen. Der Prototy mit 220 TFLOP/s soll 76 Knoten mit insgesamt of 4.256 Kernen haben. Jeder Knoten mit 2× AMD EPYC 32C/64T 7501 2.0G 64M (insgesamt 64 Kerne mit 2,0 GHz), 512 GB, 2× 960 GB SSD, 6 Knoten mit GPU mit insgesamt 72 + 122.880 Kernen: Prozessor 2× Intel Gold SKL-SP 6128 (total 12 Kerne @3,4 GHz), 256 GB RAM, 2× 480 GB SSD4x NVIDIA TESLA V100 32G PCI-E x16 (jeder mit 5.120 Kernen) 3 allgemeine Server mit 2× AMD Epyc16C/32T 7301 2.2G 64M (insgesamt 32 Kerne @2,2 GHz), 256 GB, 2 × 480 GB SSD und drei SSD Speicherserver, jeder mit 24 x2 TB, SATA3, insgesamt 140 TB Speicher. Der endgültige Supercomputer soll 1–2 PetaFLOPS erreichen mit ungefähr 600 Knoten mit ungefähr 40.000 Kernen und 30 Knoten mit GPUs mit 360+614.400 Kernen, dazu 1 PB schnellem Speicher (SSD) und 20–25 PB dauerhaftem Speicher. Der Supercomputer Vega ist am 20. April 2021 in Maribor (Slowenien) offiziell in Betrieb gegangen.

### Barcelona
Der MareNostrum 5  ist eine der Pre-Exascale-Maschinen, betrieben vom Barcelona Supercomputer Centre BSC. Geplante Inbetriebnahme 31. Dezember 2020. Aufgebaut Ende 2023, voll betriebsfähig 2024.